# Il sentiero della vendetta (film 1958)
Il sentiero della vendetta (Gun Fever) è un film del 1958 diretto da Mark Stevens.